# مدوة

تعديل مصدري - تعديل

مدوة هي إحدى قرى عزلة جيشان بمديرية جيشان التابعة لمحافظة أبين، بلغ تعداد سكانها 151 نسمة حسب تعداد اليمن لعام 2004.